# Maj Grundtvig Theander
 Der er for få eller ingen kildehenvisninger i denne artikel, hvilket er et problem. Du kan hjælpe ved at angive troværdige kilder til de påstande, som fremføres i artiklen.

Maj Grundtvig Theander (født 10. juni 1967 i Helsingør) er en dansk civilingeniør og tidligere generaldirektør i Den Europæiske Investeringsbank i Luxembourg. Hun er bestyrelsesmedlem i adskillige virksomheder og organisationer. Hun er også tidligere Danmarksmester i skak.

## Biografi

### Uddannelse
Maj Grundtvig Theander er uddannet civilingeniør fra Danmarks Tekniske Universitet og har tillige studeret ved University of California Berkeley.

### Karriere
Som nyuddannet blev hun i 1992 ansat i Trafikministeriet og blev i 1995 udsendt som national ekspert til Europa-Kommissionen i Bruxelles. Fra 1998 - 2000 var hun ansat i OECD i Paris, inden hun i 2000 blev ansat som transportøkonom i den Europæiske Investeringsbank i Luxembourg. Hun havde i årene derefter en række ledende stillinger i banken, herunder som direktør i projektdirektoratet, inden hun i 2018 blev generaldirektør i EIB. I 2022 forlod hun banken og har siden været aktiv som bestyrelsesmedlem i adskillige internationale investeringsfonde, i den regionale bestyrelse for energiselskabet OK og som investor-advisor i start-up virksomheden Upcycl.

### Politik
Ved Kommunalvalget i 2025 stiller Maj Grundtvig Theander op for Moderaterne i Fredensborg Kommune.

### Familie
Hun er gift med Laurs Nørlund, der er tidligere kabinetschef og direktør i Europa-Kommissionen. Parret har tre børn.

### Skak
Maj Grundtvig Theander var Danmarksmester i skak for kvinder i 1987 og spillede på det danske kvindelandshold i skak ved flere skakolympiader (1984 og 1988) og repræsenterede Danmark ved junior-VM i skak for kvinder under 16 år i 1981 og ved junior-VM i skak for kvinder under 20 år i 1986.